# Quand vient la nuit (film)
Pour plus de détails, voir Fiche technique et Distribution.
Quand vient la nuit (The Drop) est un film américain de Michaël R. Roskam sorti en 2014.

## Synopsis
Bob Saginowski, barman solitaire, suit d’un regard désabusé le système de blanchiment d’argent basé sur des bars-dépôts – appelés « Drop bars » - qui sévit dans les bas-fonds de Brooklyn. Avec son cousin et employeur Marv, Bob se retrouve au centre d’un braquage qui tourne mal. Il est bientôt mêlé à une enquête qui va réveiller des drames enfouis du passé.

## Fiche technique
- Titre original : The Drop
- Titre français : Quand vient la nuit
- Titre québécois :
- Réalisation : Michaël R. Roskam
- Scénario : Dennis Lehane d'après sa nouvelle Sauve qui peut et de son roman Quand vient la nuit
- Direction artistique : Thérèse DePrez
- Décors :
- Costumes : David C. Robinson
- Montage : Christopher Tellefsen
- Musique : Marco Beltrami et Raf Keunen
- Photographie : Nicolas Karakatsanis
- Son :
- Production : Peter Chernin, Dylan Clark et Mike Larocca
- Sociétés de production : Chernin Entertainment et Fox Searchlight Pictures
- Société de distribution : Fox Searchlight Pictures (États-Unis)
- Budget : 12 600 000 $[1]
- Pays d’origine : États-Unis
- Langue originale : anglais
- Durée : 106 minutes
- Format : couleur - 35 mm - 2.35 : 1 -  Son Dolby numérique
- Genre : thriller
- Dates de sortie : 
  -  Canada : 5 septembre 2014 (festival international du film de Toronto 2014)
  -  États-Unis : 12 septembre 2014
  -  France : 12 novembre 2014
- Classification :
  - France : Tout publics lors de sa sortie en salles et déconseillé aux moins de 12 ans à la télévision

## Distribution
- Tom Hardy (VF : Boris Rehlinger) : Bob Saginowski
- Noomi Rapace (VF : Julie Dumas) : Nadia
- James Gandolfini (VF : Patrick Raynal) : Marvin Stepler « le cousin Marv »
- Matthias Schoenaerts (VF : Jérôme Pauwels) : Eric Deeds
- John Ortiz (VF : Stefan Godin) : l'inspecteur Alejandro Torres
- Elizabeth Rodriguez (VF : Ethel Houbiers) : l'inspecteur Romsey
- Morgan Spector (VF : Jean Rieffel) : Andre
- Michael Esper (VF : Sébastien Ossard) : Rardy
- Michael Aronov (en) : Chovka
- Ross Bickell (VF : Philippe Ariotti) : le père Regan
- James Frecheville (VF : Damien Ferrette) : Fitz
- Ann Dowd : Dottie
- Chris Sullivan : Jimmy Sullivan
- James Colby (en) : Sully
- Michael O'Hara (VF : Jean Rieffel) : Sean

 Source et légende : version française (VF) sur RS Doublage

## Accueil

### Accueil critique
Sur l'agrégateur américain Rotten Tomatoes, le film récolte 89 % d'opinions favorables pour 198 critiques. Sur Metacritic, il obtient une note moyenne de 69⁄100 pour 36 critiques.
En France, le site Allociné propose une note moyenne de 3,5⁄5 à partir de l'interprétation de critiques provenant de 27 titres de presse.

## Distinctions
- Festival international du film de Saint-Sébastien 2014 : Prix du jury pour le meilleur scénario

### Nominations et sélections
- Festival international du film de Saint-Sébastien 2014 : sélection officielle (en compétition pour la Coquille d'or)
- Festival international du film de Toronto 2014 : sélection « Special Presentations »

## Autour du film
- Ce film marque la dernière apparition de James Gandolfini au cinéma, mort le 19 juin 2013.